# Мацкевич, Станислав Иванович
Стани́слав Ива́нович Мацке́вич (пол. Stanisław Mackiewicz; 1796—1879) — польский политик.
Родился в семье польского дворянина лютеранского вероисповедания. С 1817 работал в администрации Царства Польского. С 1849 занимал должность губернатора Плоцка, а с 1851 — Люблина.
Через восемь лет стал президентом люблинского общества благотворительности.